# Rörelsen för turkar i Makedonien
Partiet Rörelsen för turkar i Makedonien, Partija za Dviženje na Turcite vo Makedonija (PDTM) är ett politiskt parti i Makedonien.
Partiet, som vill tillvarata den turkiska minoritetens intressen, ingick i parlamentsvalet 2006 i den segrande VRMO-LPM-koalitionen.